# الدوري الإكوادوري لكرة القدم 2009
الدوري الإكوادوري لكرة القدم 2009 (بالإسبانية: Campeonato Ecuatoriano de Fútbol 2009)‏ هو الموسم 51 من الدوري الإكوادوري لكرة القدم. كان عدد الأندية المشاركة فيه 12، وفاز فيه سوسيداد ديبورتيفو كيتو.